# Prêmio ABL de Ensaio crítica e história literária
O Prêmio ABL de Ensaio crítica e história literária é um prêmio literário brasileiro, oferecido pela Academia Brasileira de Letras (ABL) aos autores dos melhores ensaios de crítica e história literária, desde 1999.
Existiu, anteriormente, até 1994, o Prêmio José Veríssimo para ensaio e erudição.

## Premiados
- 2015 - Roberto Acízelo de Souza pela obra Do mito das musas à razão das letras
- 2014 - João Cezar de Castro Rocha pela obra Machado de Assis: por uma poética da emulação
- 2013 - Pedro Meira Monteiro pela obra Correspondência entre Mário de Andrade e Sérgio Buarque de Holanda
- 2013 - Lúcia Bettencourt pela obra O banquete
- 2012 - Ricardo Leão pela obra Os atenienses: a invasão cânone nacional
- 2011 - Ronaldes de Melo e Souza pela obra Ensaios de poética e hermenêutica
- 2010 - Luiz Costa Lima pela obra O controle do imaginário & a afirmação do romance
- 2009 - José Maurício Gomes de Almeida pela obra Machado Rosa e Cia
- 2009 - Maria Janaína Botelho Correia (Menção Honrosa) pela obra O cotidiano de Nova Friburgo no final do Século XIX práticas e representação social
- 2008 - Laurentino Gomes pela obra 1808
- 2007 - Francisco Weffort pela obra Formação do pensamento político brasileiro - Idéias e personagens
- 2006 - Per Johns pela obra Dionisio crucificado
- 2005 - Mário Chamie pela obra A palavra inscrita
- 2004 - Wanderley Guilherme dos Santos pela obra O cálculo do conflito - Estabilidade e crise na política brasileira
- 2003 - Élio Gaspari pelas obras A ditadura envergonhada e A ditadura escancarada
- 2002 - Newton Sucupira pela obra Tobias Barreto e a filosofia alemã
- 2001 - Octavio Iani pela obra Enigmas da modernidade - mundo
- 2000 - Nelson Mello e Souza pela obra Modernidade: estratégia do Abismo
- 1999 - Claudio Veiga pela obra Um brasilianista francês - Philéas Lebesgue